# Antônio da Costa Gomes (jornalista)
Antônio da Costa Gomes (Maranhão, 09 de maio de 1880 — Maranhão, 16 de dezembro de 1916), foi um jornalista e poeta brasileiro, sendo um dos fundadores pioneiros da Academia Maranhense de Letras, tendo fundado a cadeira de nº 3, cujo patrono é Artur Azevedo.

## Obras
- Pâmpanos (1903)[1]
- Alabastro (1909)[1]